# Vladimir
Vladimir eller Vladimir ved Kljazma (russisk: Владимир, tr. Vladimir) er en by med 352.347 (2021) indbyggere, der er administrativt center i Vladimir oblast, i den Europæiske del af Rusland. Byen ligger ved Kljazmafloden, omkring 170 km nordøst for Moskva og ved Moskva-Nisjnij Novgorod-jernbanen samt M7-motorvejen, også kaldet Volga motorvejen.
Vladimir var en af de middelalderlige hovedstæder i Rusland, med markante bygninger fra 1100-tallet. To af byens russiske ortodokse katedraler, et kloster og tilhørende bygninger er blevet udpeget som en del af de hvide monumenter i Vladimir og Suzdal, der er på UNESCOs Verdensarvliste. Ved byen ligger Semjazino Lufthavnen. Under Den Kolde Krig lå Dubrinskui flyve base ved Vladimir.

## Geografi
Byen ligger på grænsen mellem to naturområder: mod nord, græssteppe landsskabet Vladimirskoje Opole, mod syd, skov og sumplavlandet Mesjtjorskaja nizmennost. Den ældste del af byen ligger på den høje venstre bred af floden Kljazma på stejle flodskrænter, adskilt af dybe slugter.
Kljazma løb gennem bykernen er 2,5 km langt. I bykernen er flodbredden 130 m bred. Indenfor kommunen er der omkring 60 floder og vandløb, de mest kendte er Rpen (russisk: Рпень) og Lybed (russisk: Лыбедь), som i 1400-tallet dannede byens nordgrænse.

### Klima
| J F M A M J J A S O N D 38 −8 −14 28 −6 −13 26 0 −8 39 10 −1 48 18 8 65 22 12 89 24 14 62 22 12 57 16 7 59 8 1 52 0 −5 45 −5 −10 Gennemsnitlige max. og min. temperaturer i °C Nedbørsmængde i mm Kilde: Vladimir, climate-data.org |           |         |          |         |          |          |          |         |        |         |           |
| J | F         | M       | A        | M       | J        | J        | A        | S       | O      | N       | D         |
| 38 −8 −14 | 28 −6 −13 | 26 0 −8 | 39 10 −1 | 48 18 8 | 65 22 12 | 89 24 14 | 62 22 12 | 57 16 7 | 59 8 1 | 52 0 −5 | 45 −5 −10 |
| Gennemsnitlige max. og min. temperaturer i °C |           |         |          |         |          |          |          |         |        |         |           |
| Nedbørsmængde i mm |           |         |          |         |          |          |          |         |        |         |           |
| Kilde: Vladimir, climate-data.org |           |         |          |         |          |          |          |         |        |         |           |

| J                                             | F         | M       | A        | M       | J        | J        | A        | S       | O      | N       | D         |
| 38 −8 −14                                     | 28 −6 −13 | 26 0 −8 | 39 10 −1 | 48 18 8 | 65 22 12 | 89 24 14 | 62 22 12 | 57 16 7 | 59 8 1 | 52 0 −5 | 45 −5 −10 |
| Gennemsnitlige max. og min. temperaturer i °C |           |         |          |         |          |          |          |         |        |         |           |
| Nedbørsmængde i mm                            |           |         |          |         |          |          |          |         |        |         |           |
| Kilde: Vladimir, climate-data.org             |           |         |          |         |          |          |          |         |        |         |           |

Vladimir har, i følge Köppens klimaklassifikation (Dfb), et fugtigt tempereret fastlandsklima. Vinteren er moderat kold, med skiftende perioder med hård frost og nogle gange tø. Foråret kommer i april. Sommeren er varm, men relativt kort, med sjældne perioder med intens varme.

## Historie
Området, hvor byen Vladimir ligger, har været beboet af mennesker i omkring 25.000 år. De udviklede successive kulturer, som er blevet afsløret af arkæologiske, sproglige og DNA-beviser.
Traditionelt har Vladimirs grundlæggelsesår været anerkendt som 1108, da den første omtale af Vladimir i Nestorkrøniken angiver dette år. Denne opfattelse tilskriver grundlæggelsen af byen og dens navn Vladimir Monomakh, der arvede området som en del Rostov-Suzdal fyrstendømmet i 1093. Eftersom byen blev etableret længe efter byen Vladimir i Volhynien (nu: Vladimir-Volynskij), blev byen i begyndelsen kaldt Vladimir ved Kljazma.

### Kontrovers om grundlæggelsesåret
I 1958 blev 850-årsdagen for byens grundlæggelse fejret, mange monumenter fra festlighederne pryder byen.
I 1990'erne opstod en opfattelse af at byen er ældre end dette. Historikere nyfortolkede visse passager i Hypatiankrøniken, en afskrift af Nestorkrøniken. Hypatiankrøniken nævner, at området blev besøgt af Vladimir den Store af Kijev, grundlæggeren af den russiske ortodoksi, i 990, hvilket underbygger at byen skulle være grundlagt dette år. Tilhængerne af den oprindelige tolkning af Nestorkrøniken bestrider imidlertid nytolkningen. De anfører blandt andet, at indbyggerne i nabobyen Suzdal, der blev nævnt i 1024, er refereret for i 1100-tallet at omtale Vladimir som en "ung by", og at fyrsterne derfra blev behandlet med arrogance.

### Guldalderen
Byens betydning voksede efter 1150'erne. Med den oprindelige rolle som en defensiv forpost for Rostov-Suzdal fyrstendømmet havde Vladimir ringe politisk eller militær indflydelse i Vladimir Monomakhs (1113-1125) og hans søn Jurij Dolgorukijs (1149-1151 og 1155-1157) regeringstid.
Under Dolgorukij søn Andrej Bogoljubskij (1157-1175), blev byen centrum for fyrstendømmet Vladimir-Suzdal, som oplevede en guldalder frem til den mongolske invasion af Rusland i 1237. I perioden voksede Vladimir hurtigt og byen blev velstående. Andrej tog initiativ til bygningen af byens Gyldne Port og Marie himmelfartskatedralen. I 1164 forsøgte Andrej at etablere et nyt metropolitanat i Vladimir, adskilt fra Kijev. Det blev imidlertid afvist af Patriarken af Konstantinopel.
Snesevis af russiske, tyske og georgiske murere arbejdede på Vladimirs hvide stenkatedraler, klostre, tårne og paladser. I modsætning til alle andre bygninger i Nordeuropa, var deres ydre kunstfærdigt udskåret med høje stenskulpturer. Kun tre af disse bygningsværker står tilbage i dag: Marie himmelfartskatedralen, Sankt Demetriuskatedralen, og den Gyldne Port. De er blandt de hvide monumenter i Vladimir og Suzdal, der i 1992 kom på UNESCOs Verdensarvliste, efter kriterierne I, II og IV.
Under Andrejs regeringstid blev et kongepalads i Bogoljubovo, 10 km nordøst for Vladimir, bygget, samt den verdensberømte Pokrovkirke ved Nerl, der nu betragtes som en af juvelerne i den gamle russiske arkitektur. Andrej blev myrdet på hans palads i Bogoljubovo i 1175.

### Tilbagegang
Vladimir blev belejret den 4. februar 1238 af Den Gyldne Horde under Batu Khan og allerede den 7. februar var forsvarerne nedkæmpet. En stor brand ødelagde toogtredive kalkstensbygninger på den første dag alene, mens storfyrstefamilien omkom i en kirke, hvor de havde søgt tilflugt fra flammerne. Storefyrsten Jurij Vsevolodovitj flygtede fra byen, men blev dræbt ved slaget ved Sit den følgende måned.
Efter mongolernes hærgen genvandt Vladimir aldrig sin tidligere betydning. Den vigtigste Rusprins (normalt Prinsen af Moskva, men undertiden Tver eller et andet fyrstendømme) fik titlen Storfyrste af Vladimir, men titlen var blevet en hæderstitel, uden reel betydning. Fra 1299 til 1325 var byen hjemsted for Metropolitten over Kijev og Hele Rus, indtil metropolitten Peter af Kijev i 1321 flyttede sædet til Moskva .
Storfyrsterne af Vladimir blev oprindeligt kronet i Marie himmelfartskatedralen, men da Moskva i 1300-tallet afløste Vladimir som sæde for storfyrsterne, blev de i stedet kronet i Marie himmelfartskatedralen i Kreml. (Moskvakatedralen blev tegnet af den italienske arkitekt Aristotele Fioravanti som en tilnærmelsesvis kopi af katedralen i Vladimir.)
Efter fremvæksten af Moskva, fortsatte storfyrsterne af Moskva med at bygge nye kirker i Vladimir. Bemærkelsesværdige eksempler Bebudelseskirken i Snovitsy (ca. 1501), tre km nord-vest for byen, og kirken i Knjagininskij nonnekloster (ca. 1505), med kalkmalerier fra 1648.
Storfyrste Alexander Nevskij var begravet i den gamle Fødselskirke i Vladimir indtil 1703, hvor Peter den Store fik resterne genbegravet i Alexander Nevskij klosteret i Sankt Petersborg. Fødselskirken (bygget 1191-1196) kollapsede flere år senere, efter håndværkere forsøgte at isætte flere vinduer for at få mere lys i kirkerummet.

### Befolkningsudvikling
| År   | Indbyggere |
| ---- | ---------- |
| 1897 | 28.479     |
| 1939 | 66.797     |
| 1959 | 153.865    |
| 1970 | 234.087    |
| 1979 | 296.371    |
| 1989 | 349.702    |
| 2002 | 315.954    |
| 2010 | 345.373    |

Note: Data fra folketællinger

## Administrativ og kommunal status
Vladimir er administrativt center i Vladimir oblast. Vladimir er, sammen med sytten landlige lokaliteter, registreret som en by af føderalbetydning, "Vladimir byokrug", en administrativ enhed med status svarende til rajonerne i Vladimir oblast.

### Vladimir kommune
Vladimir kommune (Vladimir byokrug) består af Vladimir by med 347.930 indbyggere(2013) samt landsbyer med i alt 2.599 indbyggere(2013). Det samlede indbyggertal i kommunen var 350.529(2013) på 124,59 km².

### Bydele
| Bydele i Vladimir | Bydele i Vladimir | Bydele i Vladimir | Bydele i Vladimir         | Bydele i Vladimir |
|                   | Bydel (rajon)     | Russisk navn      | Indbyggere (2017 anslået) | Vladimirs rajoner |
| ----------------- | ----------------- | ----------------- | ------------------------- | ----------------- |
|                   | Leninskij         | Ленинский район   | 125.604                   |                   |
|                   | Oktjabrskij       | Октябрьский район | 114.112                   |                   |
|                   | Frunzenskij       | Фрунзенский район | 116.452                   |                   |

Leninskij ligger vest og sydvest for den historiske bykerne, og inkluderer kvartererne Jurevets, Energetik, Mostostroj, Spasskoje, Nemtsovo, Mosino, Oborino og Piganovo.
Oktiabrskij består af den historiske bykerne, områder nord for den historiske bykerne, boligområder i den nordvestlige og vestlige del af byen, samt forstæder, bl.a. Kommunar, Zakljazminskij, Lunjovo, Sjepelevo.
Frunzenskij er den østlige del af Vladimir med kvarteret Orgtrud og et skovområde.

## Seværdigheder
Vladimir er en del af Den gyldnering af gamle russiske byer og en betydelig turistdestination. De fire vigtigste monumenter, der står på UNESCOs på Verdensarvliste, er:
- Den fem-kuplede Marie himmelfartskatedralen (russisk: Успенский собор, tr. Uspenskij sobor) blev bygget som gravkirke til storfyrsterne og dedikeret til den hellige ikon Theotokos (dansk: ~ Gudsmoder fra Vladimir). Ikonen bragtes til Vladimir af Andrej Bogoljubskij. Katedralen blev bygget i 1158-1160, udvidet i 1185-1189. I 1408 blev katedralen udsmykket med freskoer af Andrej Rubljov, der afbilleder Dommedag. I modsætning til i de fleste andre freskoer om dommedag, der indeholder både de frelste og de fordømte, fremstiller Rubljovs fresko kun de frelste.
- Sankt Demetriuskatedralen (russisk: Дмитриевский собор, tr. Dmitrijevskij sobor) blev bygget i 1194-1197 som et privat kapel i gården af Vsevolod den stores palads og indviet til hans skytshelgen, Sankt Demetrius. Katedralen blev bygget i samarbejde mellem russiske, byzantinske og georgiske mestre, bl.a. Frederik Barbarossas murere, og stenhuggere fra dronning Tamar af Georgien.
- Den Gyldne Port (russisk: Золотые ворота, tr. Zolotyje vorota), oprindeligt et tårn over byens vigtigste byport, blev bygget i 1158 til 1164. Porten fik sin nuværende form ved en rekonstruktion i slutningen af det 1700-tallet.
- Forbønskirken ved Nerl (russisk: Церковь Покрова на Нерли, tr. Tserkov Pokrova na Nerli) fra 1165 ligger 13 km nordøst for byen ved klostret Bogoljubovo (russisk: Боголюбово). Kirken er ifølge legenden bygget af Andrej Bogoljubskij til minde om hans søn Izjaslav.

## Venskabsbyer
Vladimir er venskabsby med:
| - Kardzhali, Bulgarien - Kervo, Finland - Saintes, Frankrig - Anghiari, Italien - Campobasso, Italien | - Trento, Italien - Nara, Japan - Baotze, Kina - Chongqing, Kina - Jelenia Góra, Polen | - Canterbury, Storbritannien - Ústí nad Labem, Tjekkiet - Erlangen, Tyskland - Bloomington-Normal, USA - Sarasota, USA |